# Cassuéjouls
Cassuéjouls est une commune française, située dans le département de l'Aveyron, en région Occitanie.
Le patrimoine architectural de la commune comprend un immeuble protégé au titre des monuments historiques : l'église, inscrite en 1927.

## Géographie

### Localisation et communes limitrophes
La commune de Cassuéjouls se trouve dans le quart nord-est du département de l'Aveyron, dans la petite région agricole de l'Aubrac.
Elle se situe à 66 km par la route de Rodez, préfecture du département, et à 10 km de Laguiole, bureau centralisateur du canton d'Aubrac et Carladez dont dépend la commune depuis 2015. La commune fait en outre partie du bassin de vie de Laguiole.
Les communes les plus proches sont, : 
La Terrisse (3,2 km), Huparlac (4,6 km), Alpuech (4,7 km), Laguiole (5,3 km), Graissac (5,3 km), Soulages-Bonneval (6,0 km), Saint-Symphorien-de-Thénières (7,1 km), Lacalm (7,2 km), Vitrac-en-Viadène (7,7 km).
Cassuéjouls est limitrophe de quatre autres communes.
|                   | Argences en Aubrac |          |
| Huparlac          | Cassuéjouls        |          |
| Soulages-Bonneval |                    | Laguiole |

### Paysages et relief
Un atlas des paysages de l’Aveyron a été réalisé en 2001 par le CAUE de l’Aveyron, puis, dans le cadre de la Convention européenne du paysage, adoptée le 20 octobre 2000 et entrée en vigueur en France le 1er juillet 2006, le document a été actualisé et mis en ligne en 2011.
Les paysages du département s'organisent ainsi en neuf entités paysagères. La commune fait partie de l'unité de paysage du « Nord Aveyron », caractérisée par une complémentarité tôt mise en place entre vallées, piémonts et plateaux à l'instar des régions de montagne mais constituée surtout d'un regroupement de plusieurs « pays », la plupart du temps clairement identifiés par leur nom (Aubrac, Boraldes, Vallée du Lot, Viadène, Carladez), mais dont les limites restent toutefois fluctuantes. Selon le géographe Frédéric Zégierman, la commune se situerait à cheval sur deux régions naturelles : l’Aubrac et la Viadène, bien que le site de l'office de tourisme Aubrac-Viadène considère qu’il n’y a que six communes dans le territoire de la Viadène, dont ne ferait pas partie Cassuéjouls.
La région naturelle de l'Aubrac est un massif volcanique relativement ancien (6 à 9 millions d'années) par rapport aux volcans de la chaîne des Puys qui eux, n'ont que quelques milliers d'années. Il prend la forme d'une échine basaltique allongée (30 km de long), de direction nord-ouest/sud-est, surmontant un socle granitique, découpée sur son flanc sud-ouest par des cours d’eau orientés nord-est – sud-ouest, avec en particulier le Selvet dont la vallée constitue le territoire de la commune.
L'altitude minimale, 824 mètres, se trouve au sud-ouest du territoire communal, là où un très court affluent du Selvet, le ruisseau de Galdun, quitte la commune et entre sur celle d'Huparlac. L'altitude maximale avec 1 129 mètres est localisée au nord-est, sur les pentes sud du Puech de Soulages,.

### Hydrographie

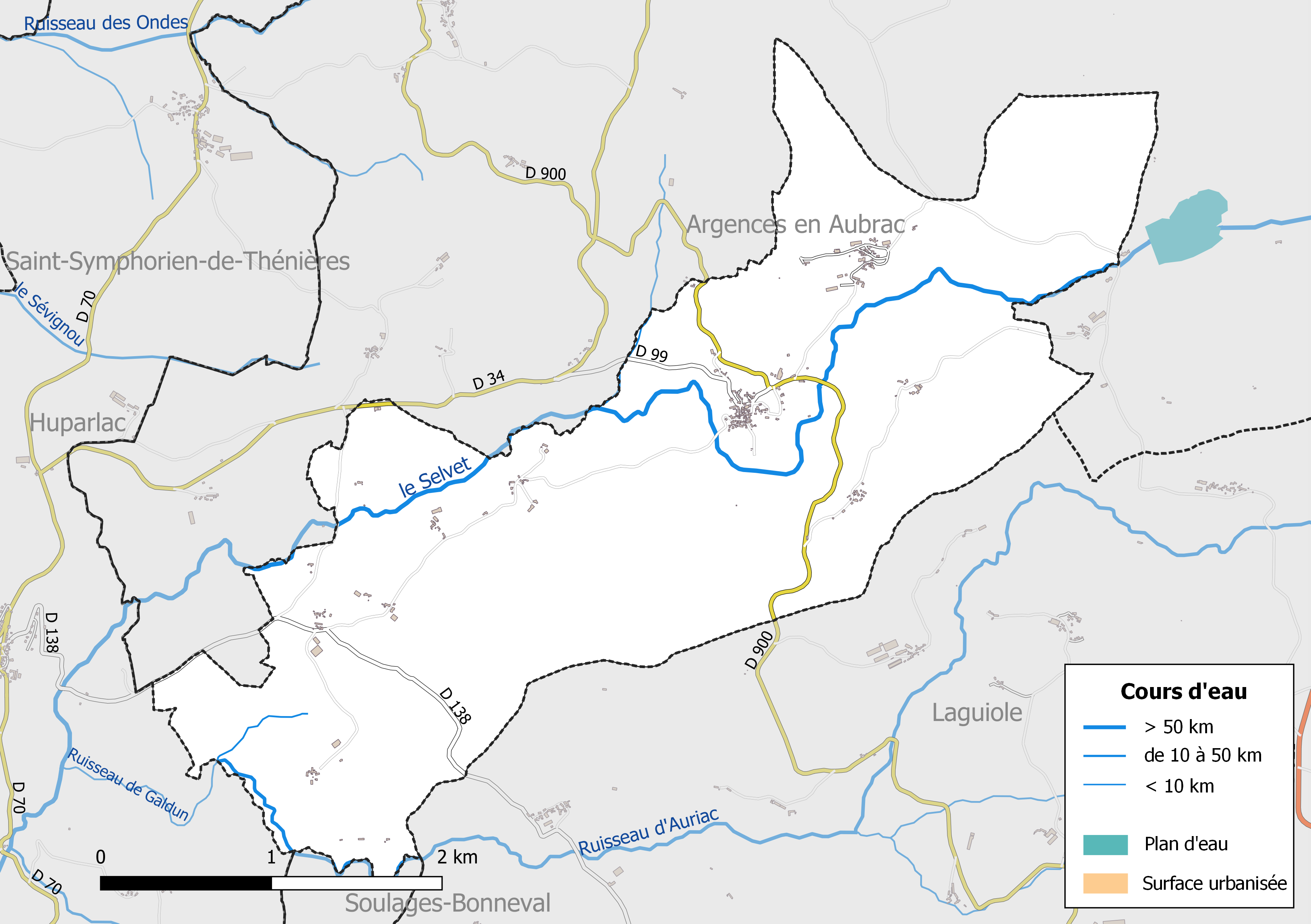
Réseaux hydrographique et routier de Cassuéjouls.

La commune est drainée par le Selvet, le ruisseau d'Auriac, le ruisseau de Galdun et par deux petits cours d'eau.
Le Selvet, d'une longueur totale de 25,7 km, prend sa source dans la commune d'Argences en Aubrac et se jette  dans la Selves à Florentin-la-Capelle, après avoir arrosé 5 communes.
Le ruisseau d'Auriac, sous-affluent du Selvet, d'une longueur totale de 9,8 km, prend sa source dans la commune de Laguiole et se jette dans le ruisseau de Galdun en limite de Cassuéjouls et Huparlac, après avoir baigné 4 communes.

### Climat
Pour des articles plus généraux, voir Climat de l'Occitanie et Climat de l'Aveyron.
En 2010, le climat de la commune est de type climat de montagne, selon une étude s'appuyant sur une série de données couvrant la période 1971-2000. En 2020, Météo-France publie une typologie des climats de la France métropolitaine dans laquelle la commune est exposée à un climat de montagne et est dans la région climatique Sud-est du Massif Central, caractérisée par une pluviométrie annuelle de 1 000 à 1 500 mm, minimale en été, maximale en automne.
Pour la période 1971-2000, la température annuelle moyenne est de 8,9 °C, avec une amplitude thermique annuelle de 15,3 °C. Le cumul annuel moyen de précipitations est de 1 407 mm, avec 12 jours de précipitations en janvier et 7,6 jours en juillet. Pour la période 1991-2020, la température moyenne annuelle observée sur la station météorologique la plus proche, située sur la commune de Laguiole à 5 km à vol d'oiseau, est de 8,9 °C et le cumul annuel moyen de précipitations est de 1 441,2 mm,. Pour l'avenir, les paramètres climatiques de la commune estimés pour 2050 selon différents scénarios d'émission de gaz à effet de serre sont consultables sur un site dédié publié par Météo-France en novembre 2022.

### Milieux naturels et biodiversité

#### Espaces protégés
La protection réglementaire est le mode d’intervention le plus fort pour préserver des espaces naturels remarquables et leur biodiversité associée.
Dans ce cadre, la commune fait partie d'un espace protégé, le Parc naturel régional de l'Aubrac, créé par décret le 23 mai 2018 et d'une superficie de 220 283,9 hectares. Région rurale de moyenne montagne, l’Aubrac possède un patrimoine encore bien préservé. Son économie rurale, ses paysages, ses savoir-faire, son environnement et son patrimoine culturel reconnus n'en demeurent pas moins vulnérables et menacés et c'est à ce titre que cette zone a été protégée,.

#### Zones naturelles d'intérêt écologique, faunistique et floristique
L'inventaire des zones naturelles d'intérêt écologique, faunistique et floristique (ZNIEFF) a pour objectif de réaliser une couverture des zones les plus intéressantes sur le plan écologique, essentiellement dans la perspective d’améliorer la connaissance du patrimoine naturel national et de fournir aux différents décideurs un outil d’aide à la prise en compte de l’environnement dans l’aménagement du territoire. Le territoire communal de Cassuéjouls comprend trois ZNIEFF : 
- le « versant occidental des monts d'Aubrac » (32 040 ha pour 24 communes de l'Aveyron, du Cantal et de la Lozère), ZNIEFF de type II[Note 4],[28] ;
- le « plateau de l'Aubrac aveyronnais » (11 613 ha pour 17 communes de l'Aveyron, du Cantal et de la Lozère), ZNIEFF de type I[Note 5],[29] ;
- les « zones humides des ruisseaux de Galdun et de Merlan » (168,4 ha pour quatre communes de l'Aveyron concernant Huparlac, Soulages-Bonneval et La Terrisse), autre ZNIEFF de type I[30].

Carte des ZNIEFF de type 1 de la commune.
Carte de la ZNIEFF de type 2 (« versant occidental des monts d'Aubrac »).

## Urbanisme

### Typologie
Au 1er janvier 2024, Cassuéjouls est catégorisée commune rurale à habitat très dispersé, selon la nouvelle grille communale de densité à 7 niveaux définie par l'Insee en 2022.
Elle est située hors unité urbaine et hors attraction des villes,.

### Occupation des sols

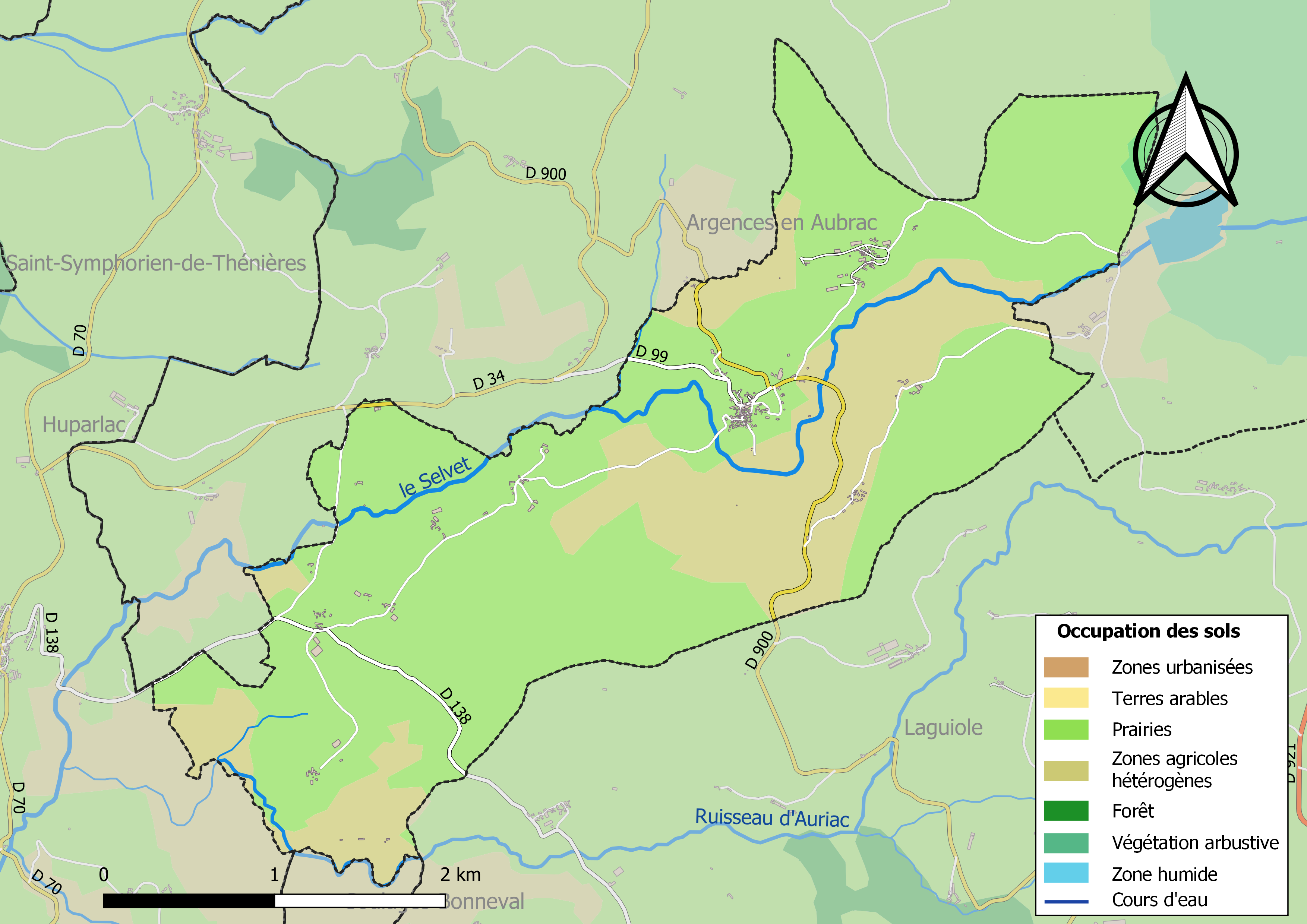
Infrastructures et occupation des sols de la commune de Cassuéjouls.

L'occupation des sols de la commune, telle qu'elle ressort de la base de données européenne d’occupation biophysique des sols Corine Land Cover (CLC), est marquée par l'importance des territoires agricoles (99,5 % en 2018), en augmentation par rapport à 1990 (75,4 %). La répartition détaillée en 2018 est la suivante : 
prairies (73 %), zones agricoles hétérogènes (26,5 %), milieux à végétation arbustive et/ou herbacée (0,5 %).
La commune de Cassuéjouls s'étend sur 10,35 km2.

### Planification
La commune, en 2017, avait engagé l'élaboration d'un plan local d'urbanisme.

### Routes et transports
À proximité de la route départementale (RD) 900 et traversé par la RD 99, le bourg de Cassuéjouls est situé, en distances orthodromiques, cinq kilomètres au nord-ouest de Laguiole.
La commune est également desservie par la RD 138.

### Risques majeurs
Le territoire de la commune de Cassuéjouls est vulnérable à différents aléas naturels : climatiques (hiver exceptionnel ou canicule), feux de forêts et séisme (sismicité faible).
Il est également exposé à un risque particulier, le risque radon,.

#### Risques naturels
Le Plan départemental de protection des forêts contre les incendies découpe le département de l’Aveyron en sept « bassins de risque » et définit une sensibilité des communes à l’aléa feux de forêt (de faible à très forte). La commune est classée en sensibilité faible.
Les mouvements de terrains susceptibles de se produire sur la commune sont liés au retrait-gonflement des argiles, conséquence d'un changement d'humidité des sols argileux. Les argiles sont capables de fixer l'eau disponible mais aussi de la perdre en se rétractant en cas de sécheresse. Ce phénomène peut provoquer des dégâts très importants sur les constructions (fissures, déformations des ouvertures) pouvant rendre inhabitables certains locaux. La carte de zonage de cet aléa peut être consultée sur le site de l'observatoire national des risques naturels Georisques.

#### Risque particulier
Dans plusieurs parties du territoire national, le radon, accumulé dans certains logements ou autres locaux, peut constituer une source significative d’exposition de la population aux rayonnements ionisants. Toutes les communes du département sont concernées par le risque radon à un niveau plus ou moins élevé. La commune de Cassuéjouls est classée à risque moyen à élevé.

## Toponymie
D'après Roger Brunet, le nom Cassuéjouls serait composé de Cass- issu du celte cassanos "chêne" qui a évolué en casse dans la langue provençale. La terminaison -éjouls proviendrait du gaulois -ialos avec la signification "clairière" ou tout simplement "lieu".

## Histoire
En 1833, Soulages-Bonneval fusionne avec Cassuéjouls et reprend son indépendance en 1844.

## Politique et administration

### Découpage territorial
La commune de Cassuéjouls est membre de la communauté de communes Aubrac, Carladez et Viadène, un établissement public de coopération intercommunale (EPCI) à fiscalité propre créé le 1er janvier 2017 dont le siège est à Laguiole. Ce dernier est par ailleurs membre d'autres groupements intercommunaux.
Sur le plan administratif, elle est rattachée à l'arrondissement de Rodez, au département de l'Aveyron et à la région Occitanie. Sur le plan électoral, elle dépend du  canton d'Aubrac et Carladez pour l'élection des conseillers départementaux, depuis le redécoupage cantonal de 2014 entré en vigueur en 2015, et de la première circonscription de l'Aveyron  pour les élections législatives, depuis le dernier découpage électoral de 2010.

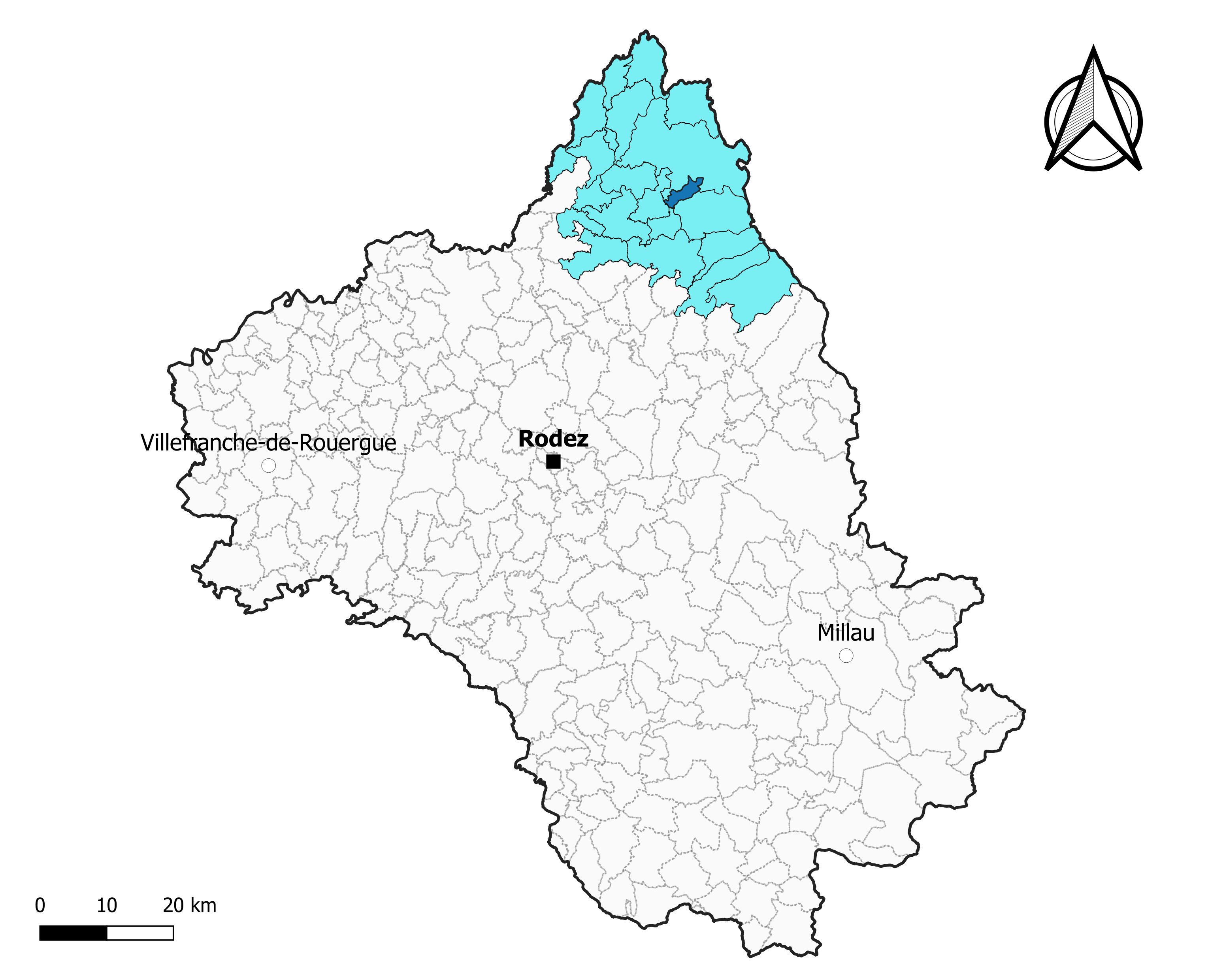
Cassuéjouls dans l'intercommunalité en 2020[Note 6].
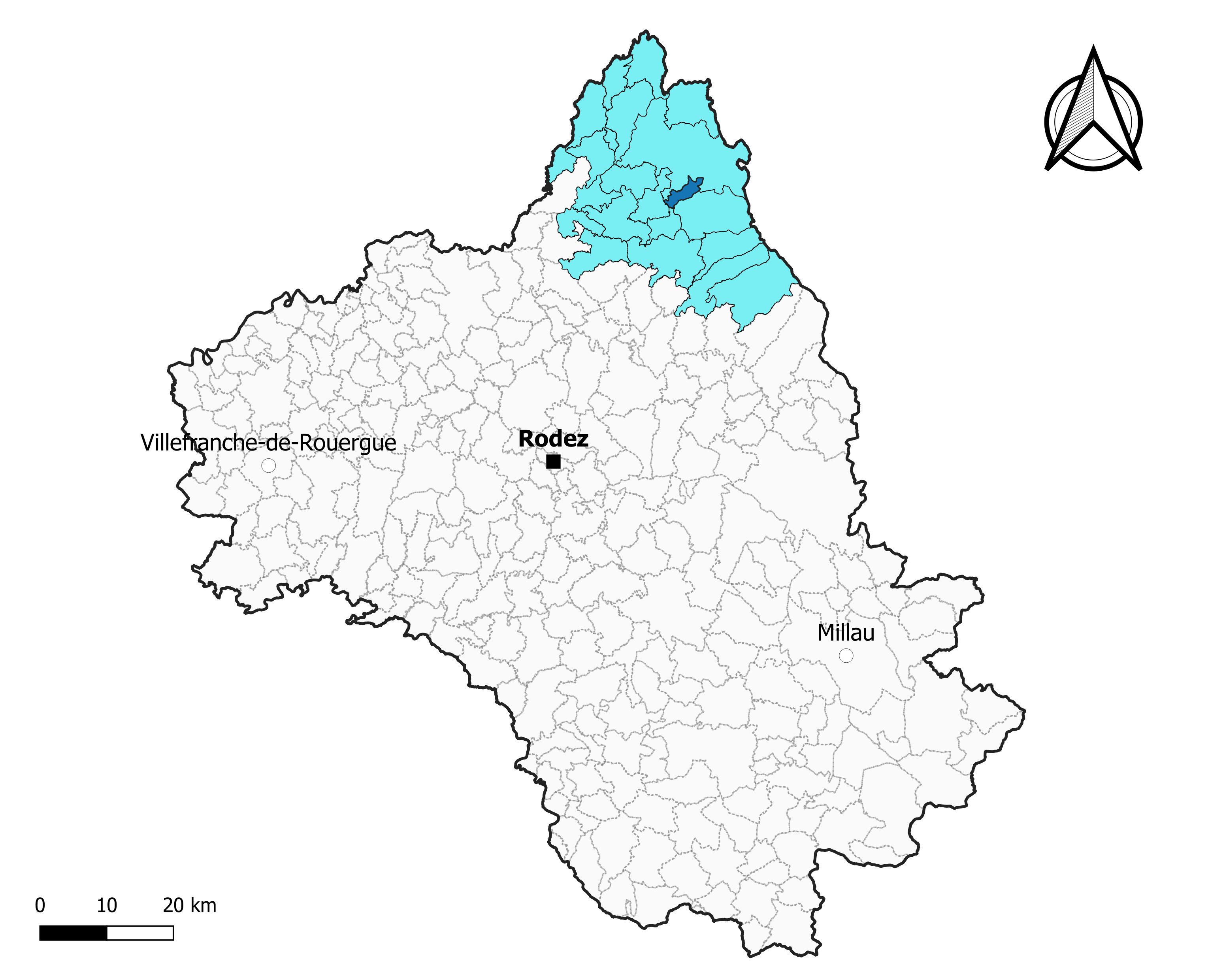
Cassuéjouls dans le canton d'Aubrac et Carladez en 2020 (périmètre identique à celui de la carte précédente).
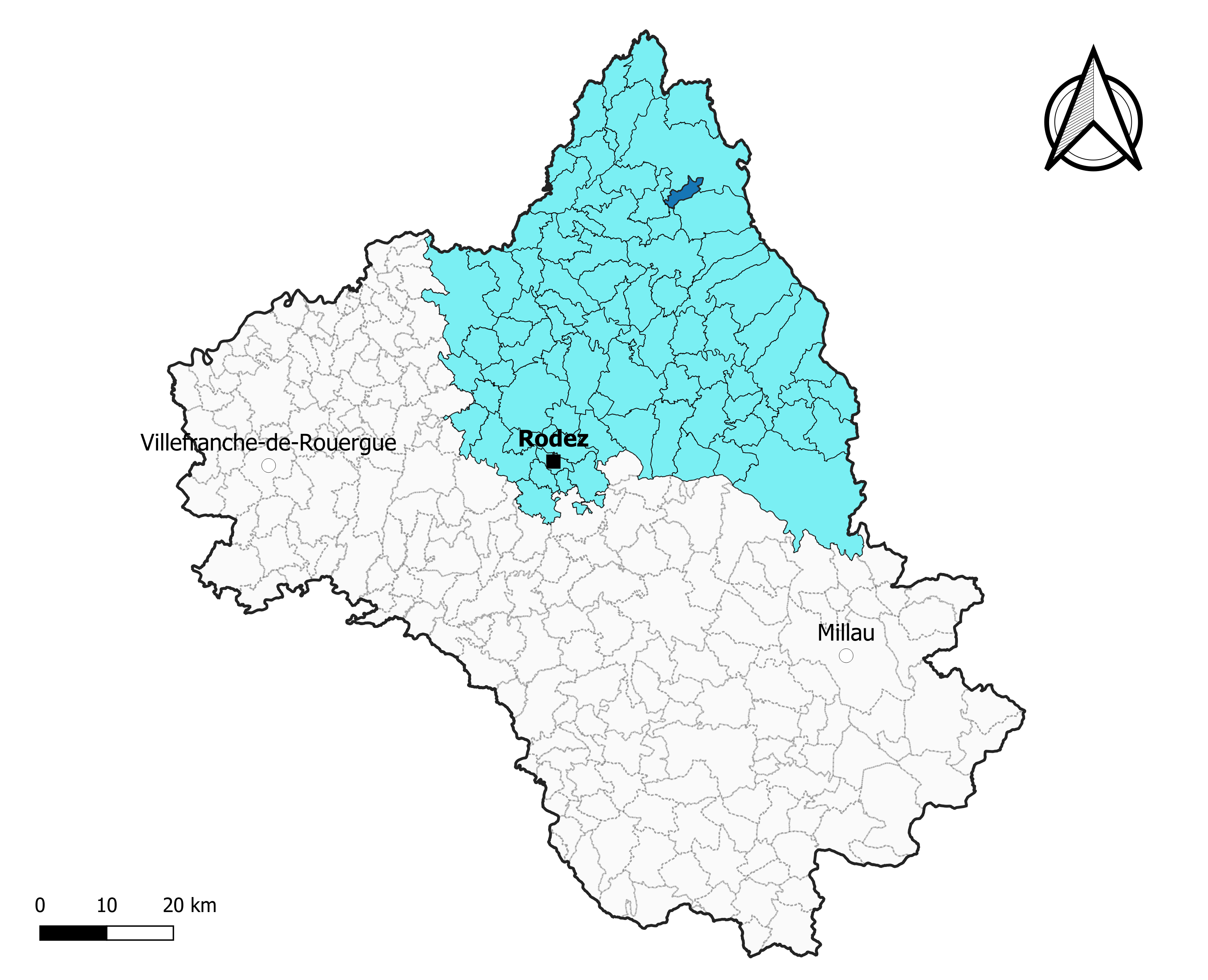
Cassuéjouls dans l'arrondissement de Rodez en 2020.

### Élections municipales et communautaires

#### Élections de 2020
Le conseil municipal de Cassuéjouls, commune de moins de 1 000 habitants, est élu au scrutin majoritaire plurinominal à deux tours avec candidatures isolées ou groupées et possibilité de panachage. Compte tenu de la population communale, le nombre de sièges à pourvoir lors des élections municipales de 2020 est de 11. Sur les dix candidats en lice, dix sont élus dès le premier tour, le 15 mars 2020, correspondant à la totalité des sièges à pourvoir, avec un taux de participation de 48,05 %.
Xavier Delouis est élu nouveau maire de la commune le 29 juin 2020.
Dans les communes de moins de 1 000 habitants, les conseillers communautaires sont désignés parmi les conseillers municipaux élus en suivant l’ordre du tableau (maire, adjoints puis conseillers municipaux) et dans la limite du nombre de sièges attribués à la commune au sein du conseil communautaire. Un siège est attribué à la commune au sein de la communauté de communes Aubrac, Carladez et Viadène.

#### Liste des maires
| Période                                  | Période   | Identité              | Étiquette | Qualité              |
| ---------------------------------------- | --------- | --------------------- | --------- | -------------------- |
| Les données manquantes sont à compléter. |           |                       |           |                      |
|                                          |           |                       |           |                      |
| 1925                                     | 1967      | Gaston Cassagnes      |           | Agriculteur          |
|                                          |           |                       |           |                      |
| (maire en 1981)                          |           | Paul Dagneau          |           |                      |
|                                          |           |                       |           |                      |
| mars 2001                                | mars 2008 | Jean-Claude Nayrolles |           |                      |
| mars 2008                                | mai 2020  | Philippe Couderc      | DVD       | Agriculteur retraité |
| mai 2020                                 | En cours  | Xavier Delouis        |           |                      |

## Population et société

### Démographie
L'évolution du nombre d'habitants est connue à travers les recensements de la population effectués dans la commune depuis 1793. Pour les communes de moins de 10 000 habitants, une enquête de recensement portant sur toute la population est réalisée tous les cinq ans, les populations de référence des années intermédiaires étant quant à elles estimées par interpolation ou extrapolation. Pour la commune, le premier recensement exhaustif entrant dans le cadre du nouveau dispositif a été réalisé en 2007.

En 2022, la commune comptait 106 habitants, en évolution de −3,64 % par rapport à 2016 (Aveyron : +0,37 %, France hors Mayotte : +2,11 %).
| 1793 | 1800 | 1806 | 1821 | 1831 | 1836 | 1841 | 1846 | 1851 |
| ---- | ---- | ---- | ---- | ---- | ---- | ---- | ---- | ---- |
| 254  | 277  | 800  | 666  | 676  | 734  | 754  | 775  | 520  |

| 1856 | 1861 | 1866 | 1872 | 1876 | 1881 | 1886 | 1891 | 1896 |
| ---- | ---- | ---- | ---- | ---- | ---- | ---- | ---- | ---- |
| 552  | 539  | 510  | 508  | 459  | 460  | 472  | 457  | 429  |

| 1901 | 1906 | 1911 | 1921 | 1926 | 1931 | 1936 | 1946 | 1954 |
| ---- | ---- | ---- | ---- | ---- | ---- | ---- | ---- | ---- |
| 401  | 395  | 315  | 305  | 322  | 303  | 277  | 268  | 242  |

| 1962 | 1968 | 1975 | 1982 | 1990 | 1999 | 2006 | 2007 | 2012 |
| ---- | ---- | ---- | ---- | ---- | ---- | ---- | ---- | ---- |
| 234  | 214  | 186  | 163  | 152  | 153  | 141  | 139  | 119  |

| 2017 | 2022 | - | - | - | - | - | - | - |
| ---- | ---- | - | - | - | - | - | - | - |
| 108  | 106  | - | - | - | - | - | - | - |

### Manifestations culturelles et festivités
Le pentathlon de Cassuéjouls : chaque année Cassuéjouls organise à l'occasion du 15 août une rencontre sportive. Cet événement rassemble près de cent équipes qui s'affrontent dans cinq disciplines : le football, le volley-ball, le tir à la corde, le tir à l'arc et les quilles de huit.

## Économie

### Emploi
| Division       | 2008  | 2013  | 2018  |
| -------------- | ----- | ----- | ----- |
| Commune        | 3,8 % | 4,5 % | 1,6 % |
| Département    | 5,4 % | 7,1 % | 7,1 % |
| France entière | 8,3 % | 10 %  | 10 %  |

En 2018, la population âgée de 15 à 64 ans s'élève à 64 personnes, parmi lesquelles on compte 71,9 % d'actifs (70,3 % ayant un emploi et 1,6 % de chômeurs) et 28,1 % d'inactifs,. Depuis 2008, le taux de chômage communal (au sens du recensement) des 15-64 ans est inférieur à celui de la France et du département.
La commune est hors attraction des villes,. Elle compte 32 emplois en 2018, contre 38 en 2013 et 38 en 2008. Le nombre d'actifs ayant un emploi résidant dans la commune est de 48, soit un indicateur de concentration d'emploi de 66,5 % et un taux d'activité parmi les 15 ans ou plus de 50 %.
Sur ces 48 actifs de 15 ans ou plus ayant un emploi, 16 travaillent dans la commune, soit 33 % des habitants. Pour se rendre au travail, 79,2 % des habitants utilisent un véhicule personnel ou de fonction à quatre roues, 6,3 % s'y rendent en deux-roues, à vélo ou à pied et 14,6 % n'ont pas besoin de transport (travail au domicile).

### Activités hors agriculture
7 établissements sont implantés  à Cassuéjouls au 31 décembre 2019.
Le secteur de l'industrie manufacturière, des industries extractives et autres est prépondérant sur la commune puisqu'il représente 42,9 % du nombre total d'établissements de la commune (3 sur les 7 entreprises implantées  à Cassuéjouls), contre 17,7 % au niveau départemental.

### Agriculture
La commune est dans l'Aubrac, une petite région agricole occupant le nord du département de l'Aveyron. En 2020, l'orientation technico-économique de l'agriculture  sur la commune est l'élevage bovin, orientation mixte lait et viande.
|               | 1988  | 2000  | 2010  | 2020  |
| ------------- | ----- | ----- | ----- | ----- |
| Exploitations | 25    | 21    | 19    | 16    |
| SAU (ha)      | 1 254 | 1 465 | 1 253 | 1 233 |

Le nombre d'exploitations agricoles en activité et ayant leur siège dans la commune est passé de 25 lors du recensement agricole de 1988  à 21 en 2000 puis à 19 en 2010 et enfin à 16 en 2020, soit une baisse de 36 % en 32 ans. Le même mouvement est observé à l'échelle du département qui a perdu pendant cette période 51 % de ses exploitations,. La surface agricole utilisée sur la commune a également diminué de 1 254 ha en 1988 à 1 233 ha en 2020. Parallèlement la surface agricole utilisée moyenne par exploitation a augmenté, passant de 50 à 77 ha.

## Culture locale et patrimoine

### Édifices religieux
- Église Saint-Cyr-et-Sainte-Julitte de Cassuéjouls du XVe siècle, inscrite au titre des monuments historiques en 1927[62].

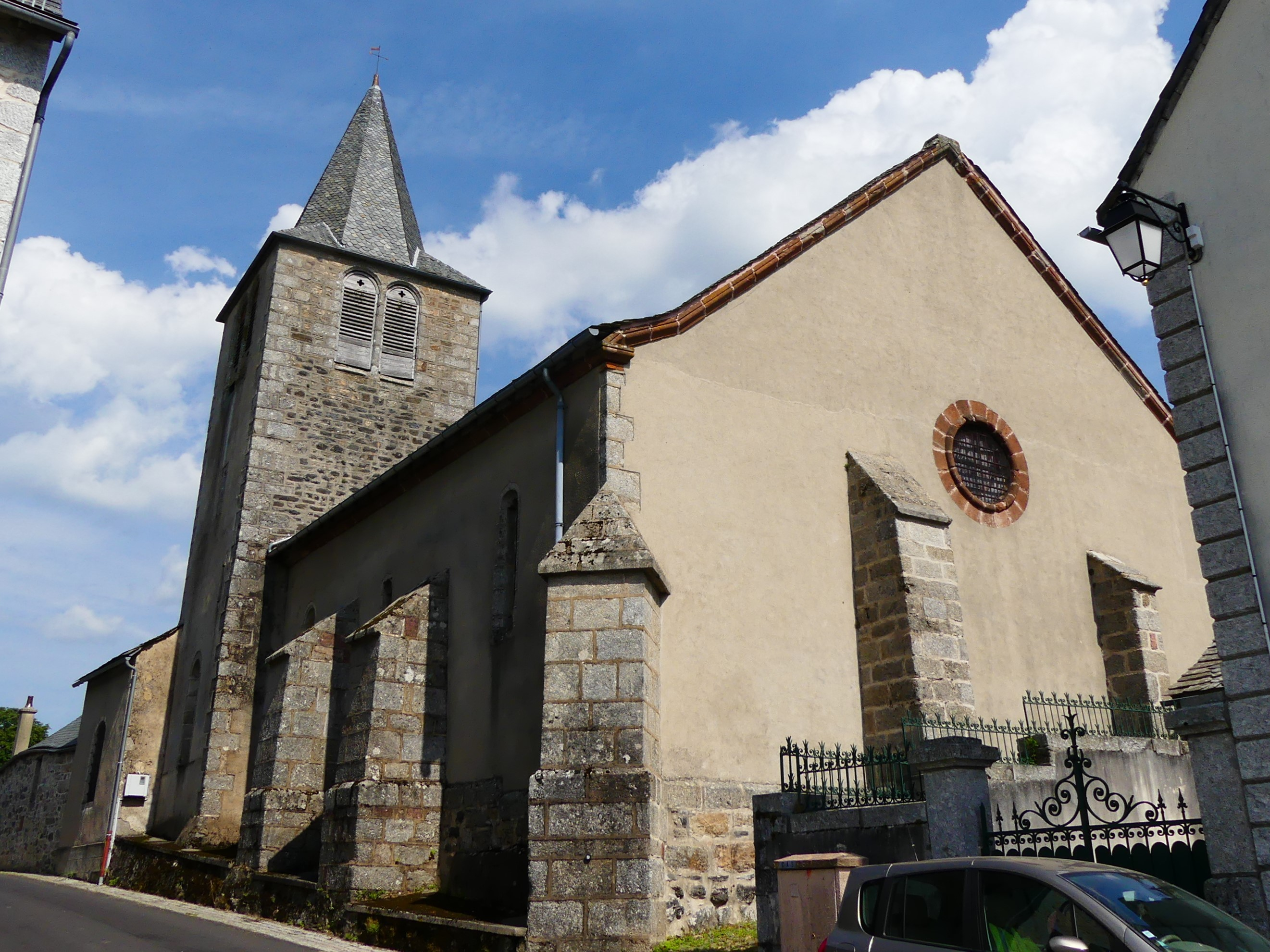
L'église.
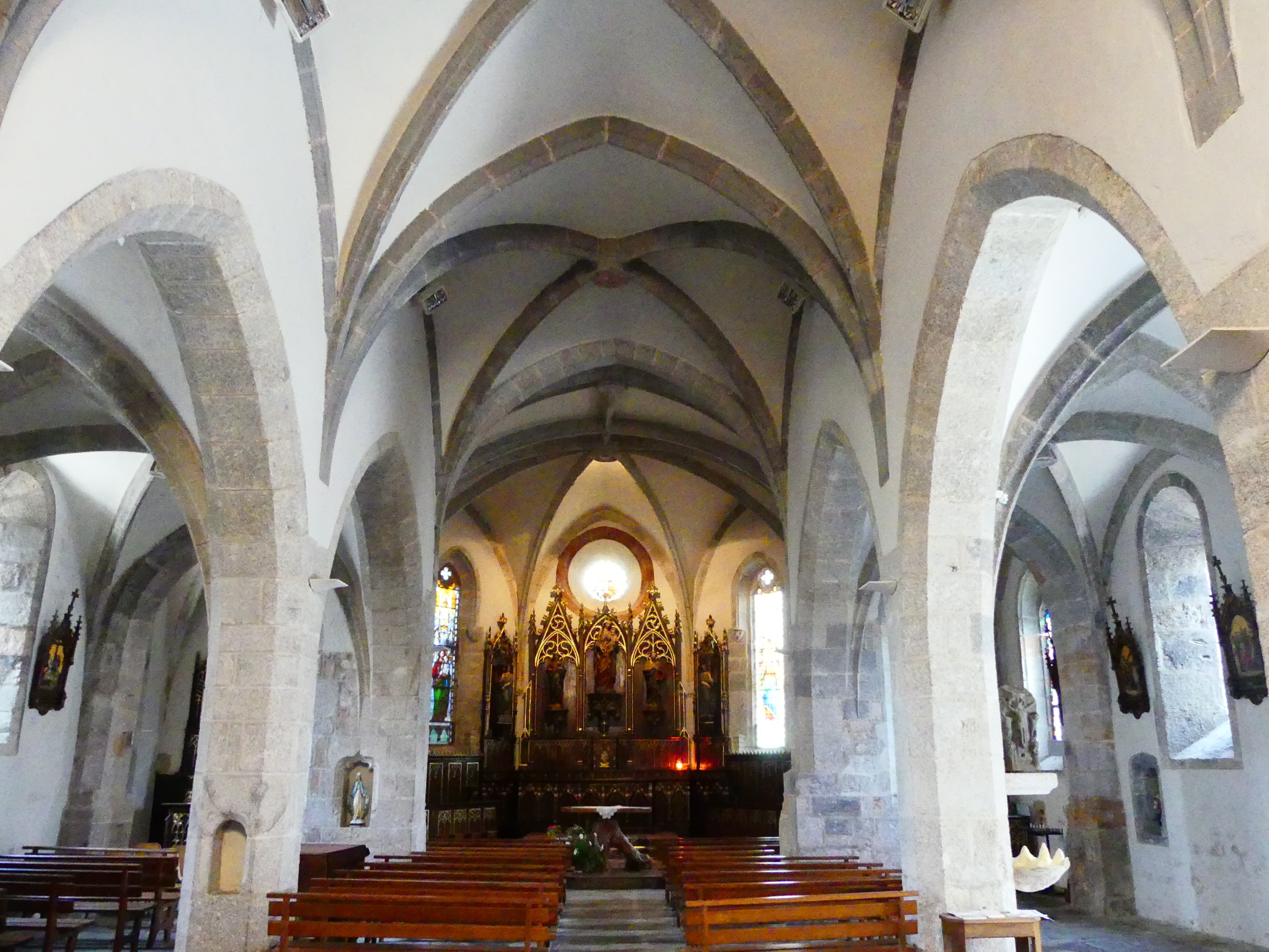
Sa nef.
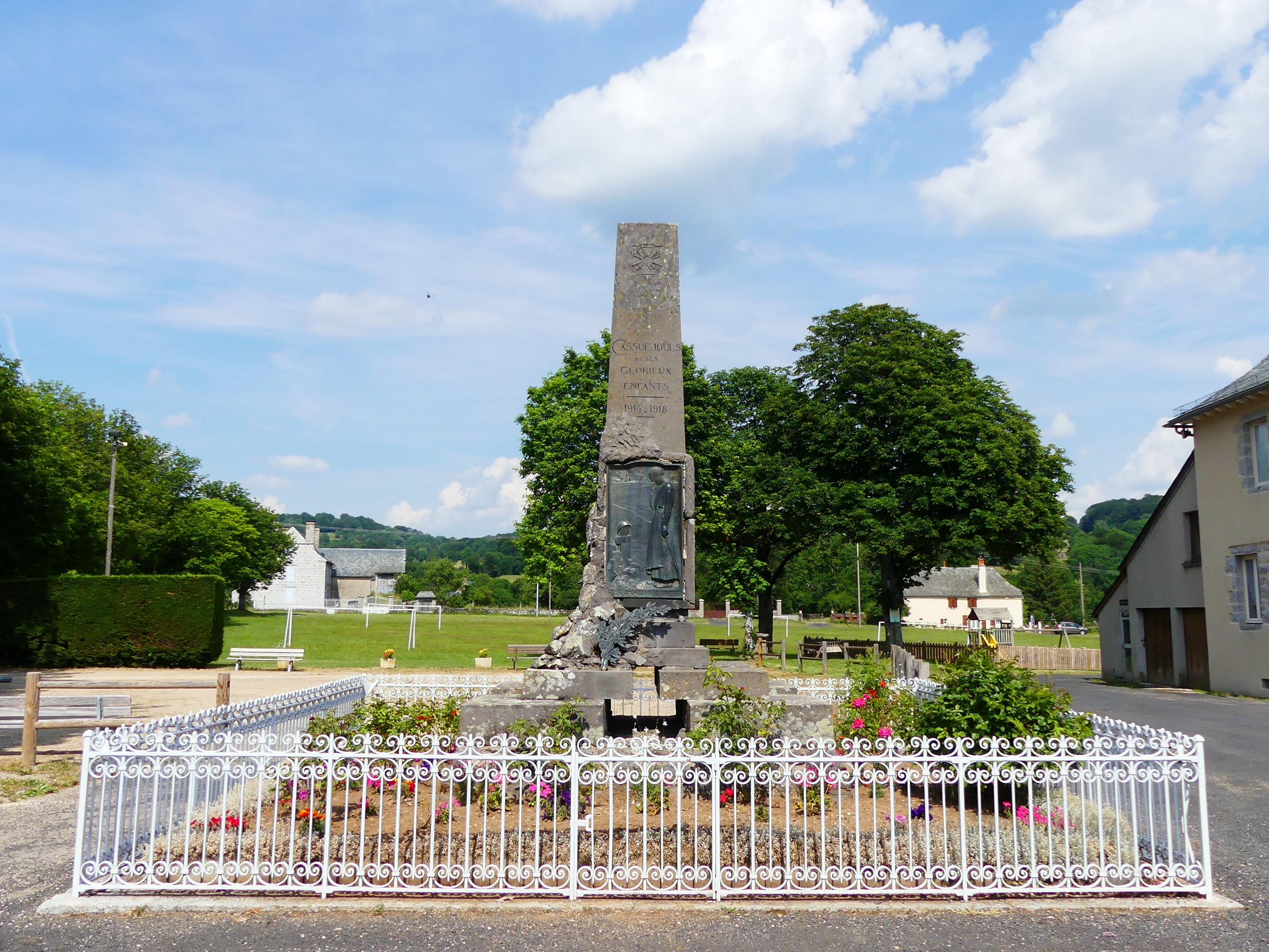
Le monument aux morts.
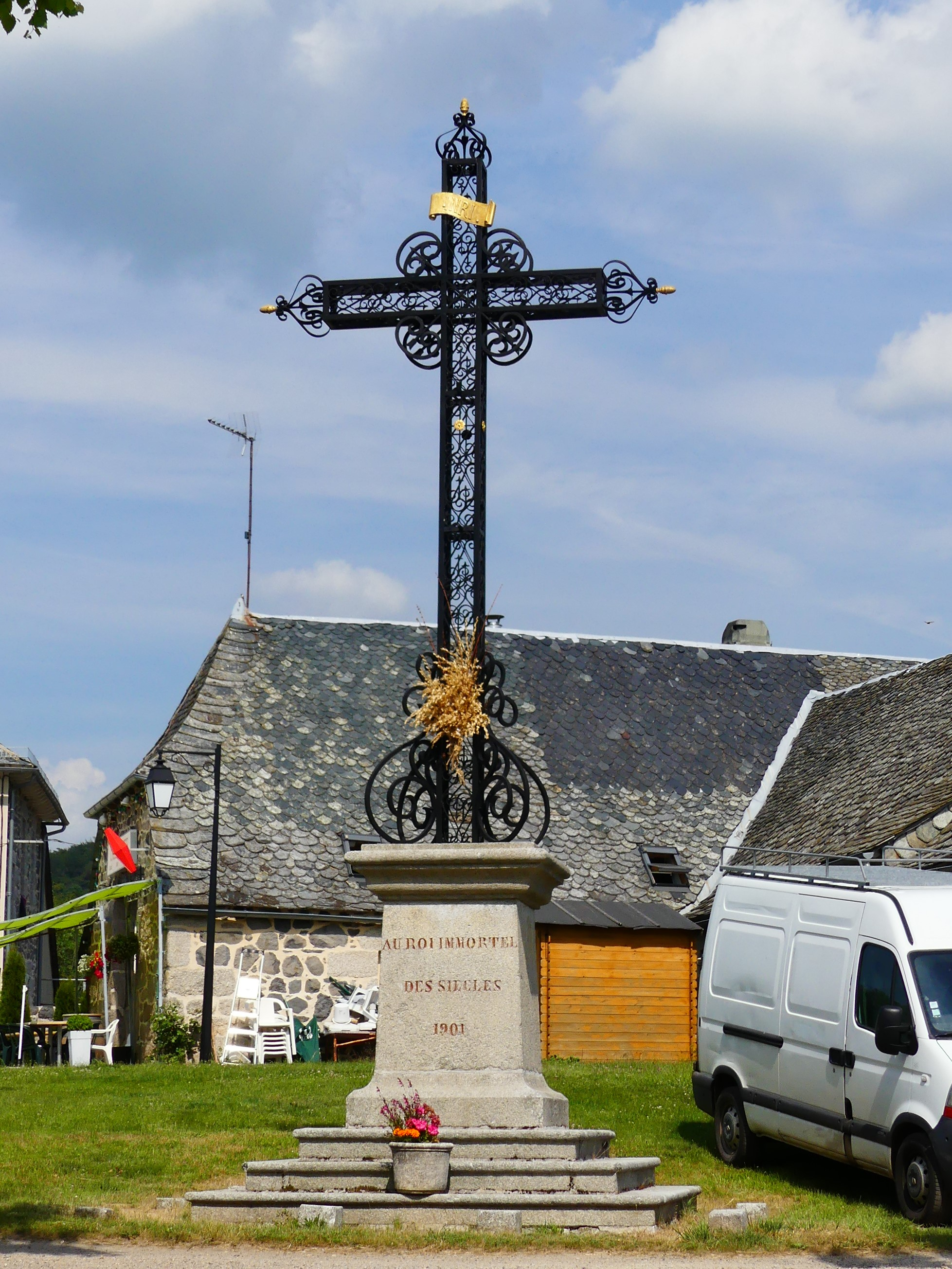
La croix qui symbolise l'emplacement de l'ancien cimetière.

### Patrimoine naturel
- Une source ferrugineuse se trouve à environ 500 mètres en contrebas du village de Cassuéjouls.